# Особняк Зайцева (Київ)
Особня́к За́йцева — пам'ятка архітектури в Печерському районі міста Києва. Розташований на розі вулиць Грушевського та Шовковичної (стара адреса — вулиця Олександрівська, 17). Зведений архітектором В. Ніколаєвим у 1897 році, у стилі неокласицизм. Особняк є одним із характерних зразків забудови Липок кінця XIX — початку XX століть.

## Історія
Першим власником великої садиби між вулицями Грушевського, Шовковичною і Липською був губернський ватажок дворянства Дем'ян Дем'янович Оболонський. Площа садиби становила 2 685 кв. сажнів (1,22 га), тут був великий сад, з боку вулиць Липської та Шовковичної стояли житлові та службові флігелі, а на місці сучасного будинку по вулиці Грушевського, 22, стояв одноповерховий дерев'яний особняк. Д. Оболонський разом із дружиною, хоча і були з заможних родин, були схильні до марнотратства і врешті-решт розорилися. Д. Оболонський помер на початку 1830-х років і вже у 1833 році його вдова продає маєток генерал-лейтенанту Григорію Григоровичу Білоградському. Після смерті генерала садиба за його заповітом перейшла у власність до Наталії Михайлівни Канєвської, проте остання вже у 1861 році продає садибу Ф. В. Івенсену та його дружині Т. П. Івенсен. Після смерті Ф. В. Івенсена його вдова на початку 1880-х років починає продавати садибу по частинах, можливо, з метою виплатити борги чоловіка. Таким чином, ділянку по вулиці Липській, 4 купує купець 1-ї гільдії М. Закс, по Грушевського, 22 — поручик у відставці В. Міклашевський, по Шовковичній, 3 — архітектор В. Ніколаєв, а наріжну ділянку по вулиці Олександрівській (сучасна Грушевського), 17 — Левашовській (сучасна Шовковична), 1 придбав цукропромисловець Маркус Іонович Зайцев.
24 травня 1897 року М. Зайцев починає будувати на ділянці свій особняк. За будівництвом наглядає автор проєкту архітектор В. Ніколаєв.
Родина Зайцевих переїхала до Києва з Канева у 1860-х роках, а в 1869 році Іона Зайцев стає купцем 1-ї гільдії. Родинним бізнесом сім'ї Зайцевих було виробництво цукру, в ньому, окрім Іони Зайцева, брали активну участь його сини — Маркус, Мойсей, Давид, та їх дружини. Зайцеви швидко увійшли до тогочасного київського істеблішменту: І. Зайцев заснував хірургічну лікарню на вулиці Кирилівській, Маркус Зайцев був заступником голови громадського зібрання «Конкордія», яке очолював Лев Бродський, і яке містилося на Новоєлизаветинській, № 1, в особняку, що належав Мойсею Зайцеву. Сестра Маркуса і Мойсея, Софія, була одружена з ще одним цукровим магнатом М. Б. Гальперіним.
Зайцеви мешкали в особняку до 1918 року, бо не хотіли лишати свою нерухомість і мали надію, що буремні часи пройдуть. Але врешті-решт родина виїхала до Одеси, залишивши не тільки нерухомість, але й усе умеблювання, і взявши з собою лише коштовності. З 1919 року колишній особняк Зайцевих зайняло консульство Китаю, через що будинок уникнув розгрому та пограбування під час заворушень та змін влади. Зберігся опис майна, датований 25 листопада 1920 року: серед меблів є 24 м'які гарнітурні стільці, 36 м'яких крісел, 14 гардеробних шаф, 17 диванів, шафа бібліотечна з книгами, піаніно і рояль, більярд, 7 дзеркал, 10 люстр тощо.
Після визволення Києва від російсько-більшовицьких окупантів Армією УНР спільно з польськими союзниками тут також проживав головнокомандувач III польської армії генерал Едвард Ридз-Сміглий із дружиною. Із встановленням радянської влади особняк був націоналізований, але до 1922 року там продовжувало міститися китайське консульство. В серпня 1922 року комунальний відділ Київського губвиконкому віддав будинок в оренду на п'ять років Управлінню уповноваженого Наркомату закордонних справ. Тут оселилися співробітники НКЗС, а наприкінці 1920-х і до середини 1930-х pp. тут містилося консульство Республіки Польща, очолюване головою польської місії Адамом Рожковським.
Після Другої світової війни в особняку містилося товариство «Знання» УРСР. Пізніше, разом із сусідніми особняками у кварталі, колишній особняк Зайцевих перейшов у власність Ради міністрів УРСР і був об'єднаний із садибою колишнього особняка на вулиці М. Грушевського, 22 в єдиний комплекс. Використовується як відомча їдальня.

## Архітектура
Будинок цегляний, одноповерховий, частково з підвалом, прямокутний у плані. Фасади тиньковані, пофарбовані у два світлі тони, мають досить стримане оздоблення у стилі неокласицизму — гладкі пілястри, плоске рустування стін, підвіконні вставки з меандром, ліплений карниз. Дах чотирисхилий, зі скляним світловим ліхтарем посередині, оперезаний балюстрадою пізнішого походження.
Головний фасад виходить на вулицю Шовковичну, розташований по червоній лінії забудови. Має одинадцять вікон, симетрично розкріпований трьома псевдоризалітами, що виступають за площину стіни, в центрі та по боках. Вікна прямокутні, майже без оздоблення, лише ті, що в бічних ризалітах, прикрашені трикутними сандриками.
За авторськими кресленнями В. Ніколаєва, на головному фасаді також передбачалися псевдоантичні парапети з балюстрадою, на краях парапету — пальмети на тумбах.
Парадний вхід розташований у центральному ризаліті головного фасаду. Колись його прикривав металевий ґанок-навіс на чавунних стовпах, наразі втрачений. Збереглися двостулкові парадні двері з трикутним фронтончиком та заскленою фрамугою, оздоблені за ордерною схемою.
Бічний фасад, що виходить на вулицю Грушевського, має аналогічний декор та сім вікон. У центрі фасаду — ризаліт на три вікна, оздоблені трикутними сандриками. Спершу до ризаліту прилучався широкий ґанок з бічними сходами у садок, відокремлений сталевими ґратами на цегляному цоколі від тротуару. Пізніше, коли цей та сусідні особняки перейшли у державну власність, весь квартал з боку вулиці Грушевського був обнесений металевим глухим парканом.
Два інші фасади оздоблені значно скромніше. Південно-західний, дворовий фасад має ґанок зі сходами на господарське подвір'я, відокремлене від вулиці Шовковичної ґратами з брамою. На подвір'ї, по периметру садиби, збереглися двоповерхові службові будівлі; у 1910-х роках впритул до них було споруджено торцем прибутковий будинок.

## Планування
Будинок має анфіладне планування приміщень з периметральним розташуванням кімнат. Дві внутрішні капітальні подовжні стіни ділять план будинку нарівно. Збереглися ліплення стель і карнизів, кахляні груби та інші деталі оздоблення. В напівпідвальному приміщенні, куди вели внутрішні сходи, розташовувалися кімнати для прислуги, комори та дві кухні — для господарів і для прислуги.